# Cambrils
Cambrils je španělská obec, nacházející se několik kilometrů západně od Tarragony a 120 km od Barcelony v autonomní oblasti Katalánska. K 1. lednu 2016 zde žilo 33 273 obyvatel. Město založili Římané, kteří jej nazývali jako „Oleastrum“, tj. městem olivového oleje. Hlavním hospodářským odvětvím je pak pro město cestovní ruch. 
V druhé polovině srpna roku 2017 zde došlo k teroristickému útoku, při němž tamější policie zastřelila 5 teroristů.

## Galerie

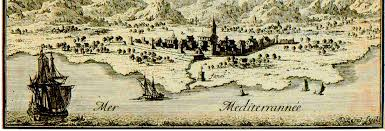
Cambrils (17. století)
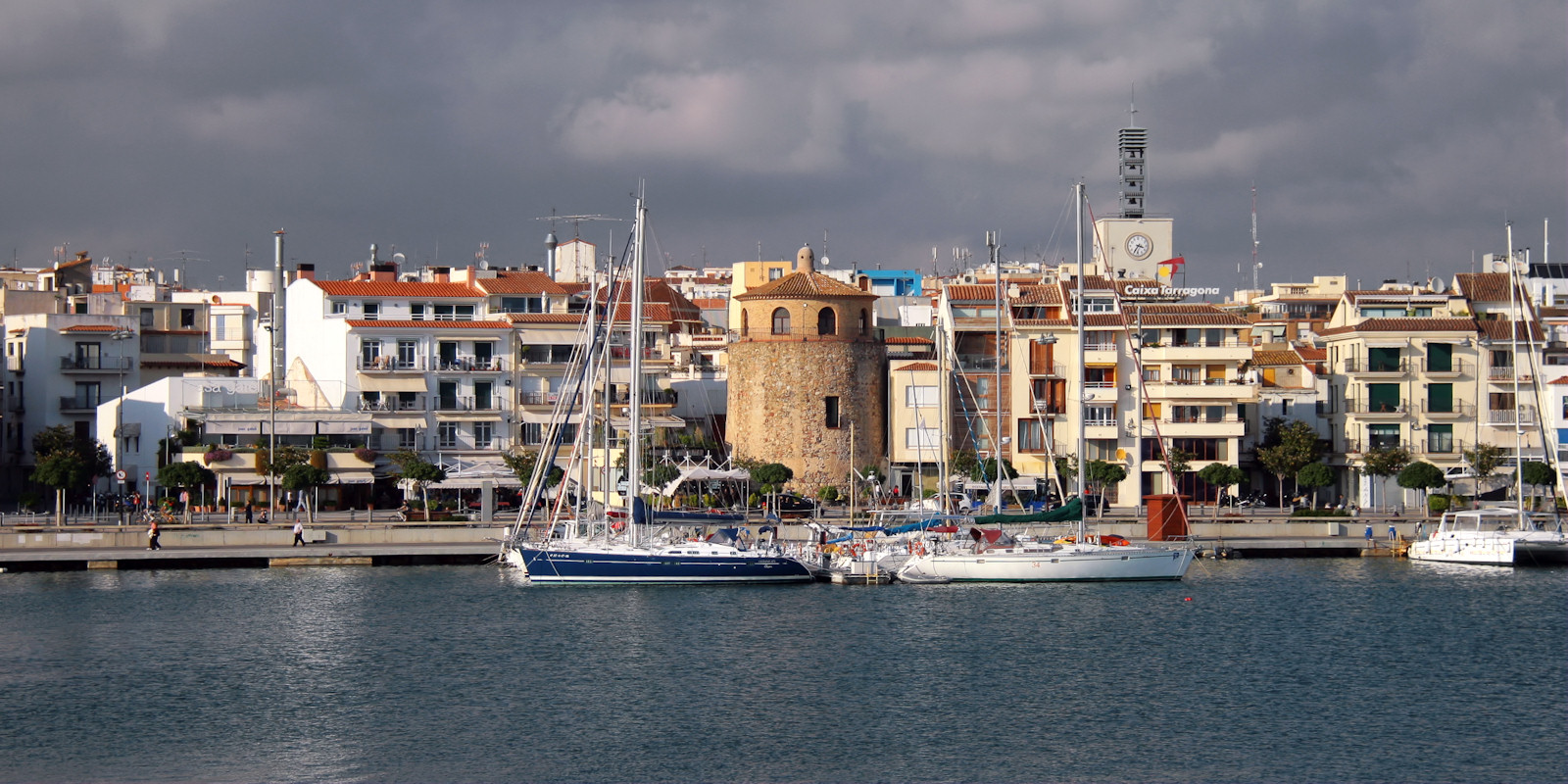
Cambrils
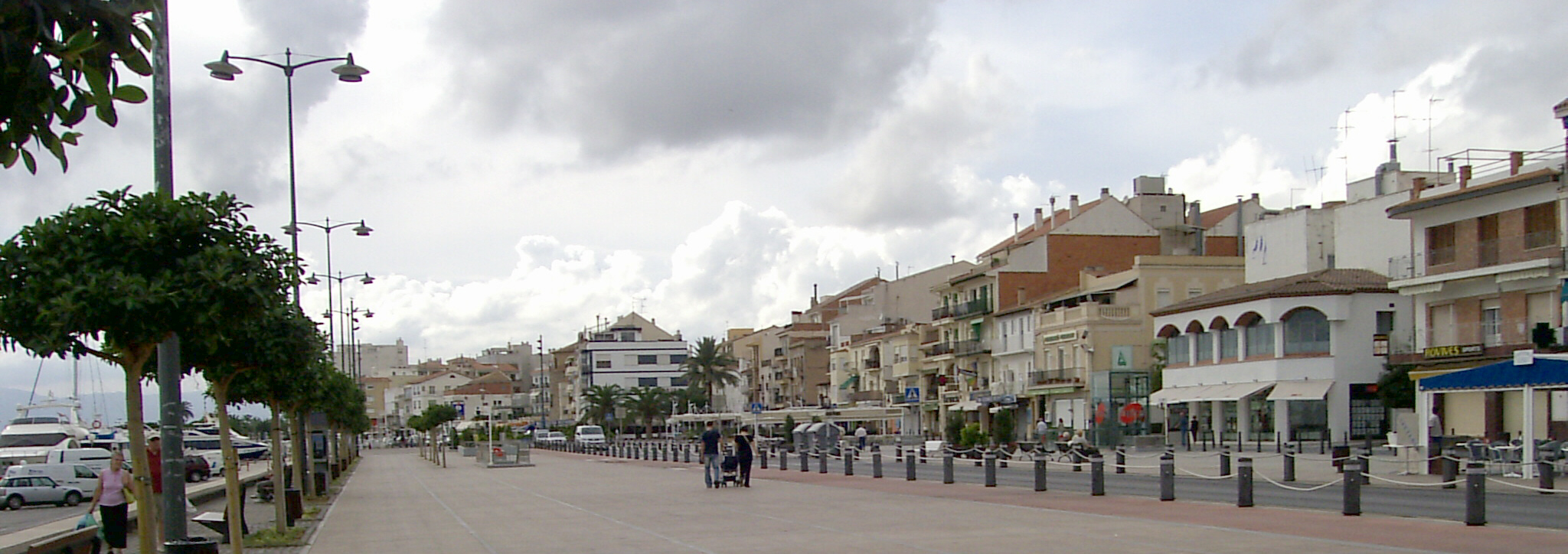
Cambrils
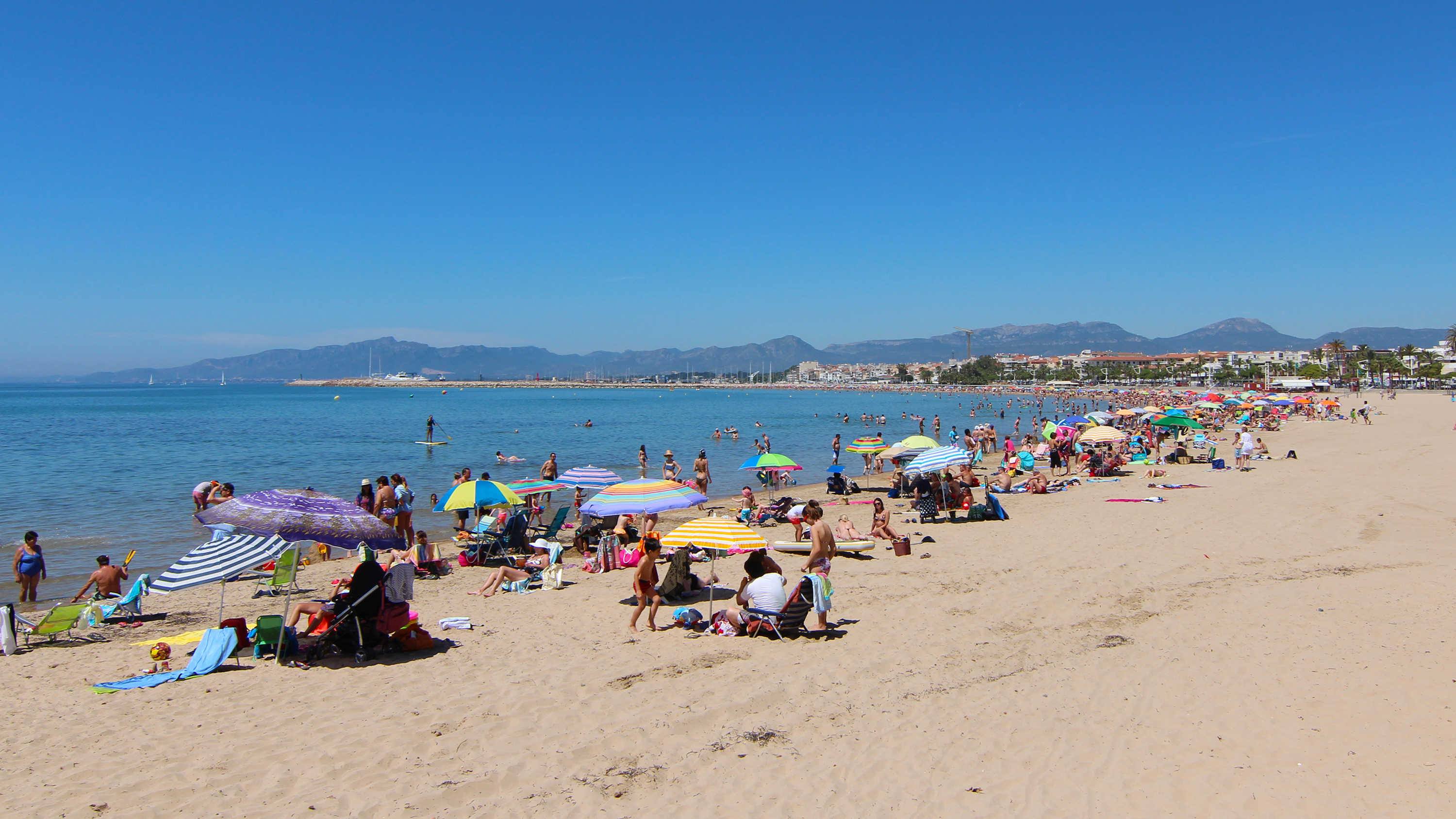
Cambrils